# Clemente Sánchez
Clemente Sánchez (ur. 9 lipca 1947 w Monterrey, zm. 25 grudnia 1978 tamże) – meksykański bokser, zawodowy mistrz świata w wadze piórkowej.
Rozpoczął karierę boksera zawodowego w 1963. Wszystkie swoje walki z wyjątkiem dwóch stoczył w Meksyku. W 1967 pokonał przyszłego mistrza świata wagi junior lekkiej Ricardo Arredondo. W 1970 wygrał z Raulem Cruzem, który rok później walczył o tytuł mistrza świata.
19 maja 1972 w Tokio, w swym pierwszym występie poza Meksykiem, znokautował w 3. rundzie obrońcę tytułu mistrza świata federacji WBC w wadze piórkowej Kuniaki Shibatę.
Jego pierwsza obrona tytułu 16 grudnia 1972 w Monterrey miała niecodzienny przebieg. Przeciwnikiem był były mistrz świata José Legrá. Sánchez miał nadwagę, której nie był w stanie zbić przed walką i prezydent WBC ogłosił, że pozbawia go tytułu. Walka jednak nie została odwołana. Gdyby zwyciężył Legrá, zostałby nowym mistrzem, a gdyby Sánchez, tytuł byłby wakujący. Legrá wygrał przez techniczny nokaut w 10. rundzie, wcześniej powalając Sáncheza na deski 11 razy. Sánchez nie walczył do 1974, a potem stoczył 8 walk (6 wygranych) i wycofał się w 1975.
Został zastrzelony w Boże Narodzenie w 1978, po kłótni w związku z incydentem drogowym.